# Johan Albert Ekvall
Johan Albert Ekvall, född 7 maj 1859 i Björkviks församling, Södermanlands län, död 9 augusti 1943 i Nyköpings östra församling, Södermanlands län, var en svensk folkmusiker.

## Biografi
Johan Albert Ekvall föddes 1859 i Hagebyberga i Björkviks socken. Ekvall fick undervisning i fiol av smeden Jansson och smeden Brant vid Hostav.

## Upptecknade låtar
Ekvalls låtar upptecknades 1932 av Nils Dencker.
- Polska i A-dur.[3]
- Polska i A-dur efter Jansson.[3]
- Polska i A-dur.[3]
- Visa i A-moll.[3]
- Polska i A-dur efter modern.[3]
- Polska i A-moll efter Jansson.[3]
- Polska i D-dur efter modern.[3]
- Polska i F-dur efter Jansson.[3]